# 392 Wilhelmina
392 Wilhelmina (mednarodno ime je 392 Wilhelmina) je asteroid tipa Ch (po SMASS) v asteroidnem pasu. 

## Odkritje
Asteroid je odkril nemški astronom Max Wolf ( 1863 – 1932) 4. novembra 1894 v Heidelbergu, Nemčija. Imenuje se po kraljici Wilhelmini Nizozemski (1880 – 1962).

## Lastnosti
Asteroid Wilhelmina obkroži Sonce v 4,90 letih. Njegova tirnica ima izsrednost 0,140, nagnjena pa je za 14,331° proti ekliptiki. Njegov premer je 62,88 km .